# Joe Nickell
Joe Nickell (né le 1er décembre 1944 à West Liberty et mort le 4 mars 2025) est un enquêteur sceptique du paranormal. Il travaille aussi en tant que consultant pour l'examen des documents historiques et a aidé à exposer des célèbres fraudes telle que par exemple le prétendu journal de Jack l'Éventreur.
Joe Nickell est senior Research Fellow au Center for Inquiry (CFI) et il est aussi un membre de son conseil exécutif. Il écrit régulièrement pour leur magazine, Skeptical Inquirer. Il a travaillé professionnellement en tant que détective privé, journaliste et instructeur universitaire. Il est l'auteur et l'éditeur d'une quarantaine d'ouvrages.
L'astéroïde (31451) Joenickell a été nommé en son honneur.

## Biographie
- Si vous ne connaissez pas le sujet, laissez ce bandeau (vous pouvez alors contacter les auteurs).
- Si vous supprimez le contenu mis en cause (vous pouvez préalablement contacter les auteurs),

argumentez précisément cette suppression dans la page de discussion
(un manque de référence n'est pas un argument ; une recherche réelle de référence doit avoir été effectuée, être formellement documentée).
Joe Nickell est le fils de J. Wendell et Ella (Turner) Nickell et est né et a grandi à West Liberty, Kentucky[source insuffisante]. Ses parents ont satisfait son intérêt pour la magie et l'enquête, lui permettant d'utiliser une pièce de leur maison comme laboratoire criminel[Quoi ?][réf. non conforme]. Joe Nickell a obtenu un baccalauréat en 1967 de l'Université du Kentucky[source insuffisante]. Pour éviter la conscription massive pour la guerre du Vietnam, il s'installe au Canada l'année suivante, en 1968, à l'âge de 24 ans. Il y commence sa carrière de magicien, de croupier et de détective privé. Après que le président Jimmy Carter a accordé des grâces inconditionnelles aux réfractaires en 1977, Nickell retourne aux États-Unis[réf. non conforme]. Joe Nickell est retourné à l'Université du Kentucky pour y poursuivre ses études supérieures, obtenant une maîtrise (1982) et un doctorat (1987). Son doctorat est en anglais, axé sur la recherche littéraire et le folklore[source insuffisante][source insuffisante]. Joe Nickell est décédé le 4 mars 2025, à l'âge de 80 ans.

## Livres
- Adventures in Paranormal Investigation, University Press of Kentucky: Lexington, KY; 2007.
- (en) Relics of the Christ, Lexington, University Press of Kentucky, 2007 (ISBN 0813124255)
- Lake Monster Mysteries: Investigating the World's Most Elusive Creatures, University Press of Kentucky: Lexington, KY; 2006; coécrit avec Benjamin Radford.
- Cronache del Misterio (Newton Compton editori: Rome, Italy; 2006).
- Secrets of the Sideshows (University Press of Kentucky: Lexington, KY; 2005).
- The Mystery Chronicles: More Real-Life X-Files (University Press of Kentucky: Lexington, KY; 2004).
- The Kentucky Mint Julep (University Press of Kentucky: Lexington, KY; 2003).
- Real-Life X-Files: Investigating the Paranormal (University Press of Kentucky: Lexington, KY; 2001).
- Investigating the Paranormal (Barnes & Noble Books: New York; 2004).
- Crime Science: Methods of Forensic Detection (University Press of Kentucky: Lexington, KY; 1999; coécrit avec John F. Fischer).
- The UFO Invasion: The Roswell Incident, Alien Abductions, and Government Coverups (Prometheus Books: Amherst, NY; 1997; coédité avec Kendrick Frazier et Barry Karr).
- The Outer Edge: Classic Investigations of the Paranormal (CSICOP: Amherst, NY; 1996, coédité avec Barry Karr et Tom Genoni).
- Detecting Forgery: Forensic Investigation of Documents (University Press of Kentucky: Lexington, KY; 1996, 2005).
- Entities: Angels, Spirits, Demons, and Other Alien Beings (Prometheus Books: Amherst, NY; 1995).
- Camera Clues: A Handbook for Photographic Investigation (University Press of Kentucky: Lexington, KY; 1994, 2005).
- Psychic Sleuths: ESP and Sensational Cases (Prometheus Books: Amherst, NY; 1994).
- Looking for a Miracle: Weeping Icons, Relics, Stigmata, Visions and Healing Cures (Prometheus Books: Amherst, NY; 1993, 1998).
- Mysterious Realms: Probing Paranormal, Historical, and Forensic Enigmas (Prometheus Books: Amherst, NY; 1992; avec John F. Fischer).
- Missing Pieces: How to Investigate Ghosts, UFOs, Psychics, and Other Mysteries (Prometheus Books: Amherst, NY; 1992; avec Robert A. Baker).
- Unsolved History: Investigating Mysteries of the Past (University Press of Kentucky: Lexington, KY; 1992, 2005).
- Wonder-Workers! How They Perform the Impossible (Prometheus Books: Amherst, NY; 1991).
- Pen, Ink, and Evidence: A Study of Writing and Writing Materials for the Penman, Collector, and Document Detective (Oak Knoll Books: New Castle, DE; 1990, 2000, 2003).
- The Magic Detectives: Join Them in Solving Strange Mysteries (Prometheus Books: Amherst, NY; 1989).
- Secrets of the Supernatural: Investigating the World's Occult Mysteries (Prometheus Books: Amherst, NY; 1988, 1991, avec John F. Fischer).
- Inquest on the Shroud of Turin: Latest Scientific Findings (Prometheus Books: Amherst, NY; 1983, 1998).

## Source
- (en) Cet article est partiellement ou en totalité issu de l’article de Wikipédia en anglais intitulé « Joe Nickell » (voir la liste des auteurs).